# 132
El 132 (CXXXII) fou un any de traspàs començat en dilluns del calendari julià.

## Esdeveniments
- Revolta de Simó bar Kokhba: el líder jueu messiànic i carismàtic Simon bar Kokhba inicia una guerra d'alliberament de Judea contra els romans, que finalment és aixafada (el 135) per l'emperador Adrià; El rabí Akiva ben Iosef dona suport a la rebel·lió.[1]
- A Escòcia (illes britàniques) es registra un terratrèmol, que «s'empassa homes i bestiar».[2]

## Naixements
- Han Huandi, emperador de la dinastia Han (m. 168)[3]